# Ancistrophora mikii
Ancistrophora mikii är en tvåvingeart som beskrevs av Ignaz Rudolph Schiner 1866. Ancistrophora mikii ingår i släktet Ancistrophora och familjen parasitflugor. Inga underarter finns listade i Catalogue of Life.